# Vanessa Taylor
Vanessa Taylor (Boulder, 24 settembre 1970) è una sceneggiatrice e produttrice televisiva statunitense.
Nel 2018 è stata candidata all'Oscar alla migliore sceneggiatura originale per il film La forma dell'acqua - The Shape of Water.

## Biografia
Taylor ha frequentato il Centro delle Arti di Interlochen, Michigan, per poi unirsi al gruppo di improvvisazione losangelino dei The Groundlings per due anni.
Ha esordito in televisione nei primi anni 2000, scrivendo e co-producendo episodi di Alias, Everwood e Jack & Bobby, di cui è stata creatrice assieme a Greg Berlanti, Steven A. Cohen e Brad Meltzer.
Si è fatta notare nel ruolo di sceneggiatrice e co-produttrice esecutiva della seconda e terza stagione della serie televisiva fantasy dell'HBO Il Trono di Spade, per la quale ha ricevuto due candidature agli Emmy.
Per il cinema, Taylor ha sceneggiato la commedia romantica Il matrimonio che vorrei  (2012) e ha adattato assieme ad Evan Daugherty l'omonimo romanzo di Veronica Roth nel film Divergent (2014). Nel 2017 è stata assunta dalla Disney per effettuare delle riscritture alla sceneggiatura di John August e Guy Ritchie di Aladdin (2019), specialmente per quanto riguardava la scrittura dei personaggi e altre mansioni da script doctor.
Lo stesso anno ha sceneggiato il film fantastico-sentimentale La forma dell'acqua - The Shape of Water assieme al suo regista Guillermo del Toro. Il film ha vinto il Leone d'oro e l'Oscar al miglior film, ed è valso a Taylor una candidatura agli Oscar per la migliore sceneggiatura originale e all'equivalente in molti altri premi, tra cui i Golden Globe, i Critics' Choice Awards e i premi della Writers Guild of America.

## Filmografia

### Sceneggiatrice

#### Cinema
- Il matrimonio che vorrei (Hope Springs), regia di David Frankel (2012)
- Divergent, regia di Neil Burger (2014)
- La forma dell'acqua - The Shape of Water (The Shape of Water), regia di Guillermo del Toro (2017)
- Aladdin, regia di Guy Ritchie (2019) - non accreditata[5]
- Elegia americana (Hillbilly Elegy), regia di Ron Howard (2020)
- L'accademia del bene e del male (The School for Good and Evil), regia di Paul Feig (2022)

#### Televisione
- Cupid – serie TV, episodio 1x15 (1999)
- Alias – serie TV, episodi 1x04-1x10 (2001)
- Everwood – serie TV, 8 episodi (2002-2004)
- Jack & Bobby – serie TV, 5 episodi (2004-2005)
- Tell Me You Love Me - Il sesso. La vita (Tell Me You Love Me) – serie TV, episodi 1x05-1x09 (2007)
- Il Trono di Spade (Game of Thrones) – serie TV, episodi 2x04-2x06-3x02 (2012-2013)

### Produttrice
- Alias – serie TV, 22 episodi (2001-2002) - co-produttrice
- Everwood – serie TV, episodio 1x02 (2002)
- Jack & Bobby – serie TV, 22 episodi (2004-2005) - co-produttrice esecutiva
- Il Trono di Spade (Game of Thrones) – serie TV, 20 episodi (2012-2013) - co-produttrice esecutiva

## Riconoscimenti
- Premio Oscar
  - 2018 – Candidatura alla migliore sceneggiatura originale per La forma dell'acqua - The Shape of Water
- Golden Globe
  - 2018 – Candidatura alla migliore sceneggiatura per La forma dell'acqua - The Shape of Water
- Premio BAFTA
  - 2018 – Candidatura alla migliore sceneggiatura originale per La forma dell'acqua - The Shape of Water
- Premio Emmy
  - 2012 – Candidatura alla miglior serie drammatica per Il Trono di Spade
  - 2013 – Candidatura alla miglior serie drammatica per Il Trono di Spade
- Chicago Film Critics Association Awards
  - 2013 – Candidatura alla miglior sceneggiatura originale per La forma dell'acqua – The Shape of Water
- Critics' Choice Awards
  - 2018 – Candidatura alla miglior sceneggiatura originale per La forma dell'acqua – The Shape of Water
- Phoenix Film Critics Society Awards
  - 2017 – Candidatura alla migliore sceneggiatura originale per La forma dell'acqua – The Shape of Water
- Satellite Award
  - 2018 – Candidatura alla migliore sceneggiatura originale per La forma dell'acqua – The Shape of Water
- Writers Guild of America
  - 2013 – Candidatura alla miglior serie drammatica per Il Trono di Spade
  - 2018 – Candidatura alla migliore sceneggiatura originale per La forma dell'acqua – The Shape of Water